# Большеуринский сельсовет
Большеуринский сельсовет - сельское поселение в Канском районе Красноярского края.
Административный центр - село Большая Уря.

## Население
| 2010 | 2012  | 2013  | 2014  | 2015  | 2016  | 2017  |
| ---- | ----- | ----- | ----- | ----- | ----- | ----- |
| 1832 | ↘1805 | ↘1799 | ↘1786 | ↘1768 | ↘1748 | ↗1754 |

## Состав сельского поселения
В состав сельского поселения входят 5 населённых пунктов:
| № | Населённый пункт | Тип населённого пункта       | Население |
| - | ---------------- | ---------------------------- | --------- |
| 1 | Большая Уря      | село, административный центр | ↘1223     |
| 2 | Дорожный         | посёлок                      | 172       |
| 3 | Малая Уря        | деревня                      | ↘232      |
| 4 | Малые Пруды      | посёлок                      | 205       |
| 5 | Урькинский       | посёлок                      | 0         |

## Местное самоуправление
Большеуринский сельский Совет депутатов
Дата избрания: 14.03.2010. Срок полномочий: 5 лет. Количество депутатов:  10
Глава муниципального образования
- Курьянов Петр Владимирович. Дата избрания: 14.03.2010. Срок полномочий: 5 лет